# 2007年バスケットボール女子アメリカ選手権
2007年FIBAアメリカ女子バスケットボール選手権（2007 FIBA Americas Basketball Championship for Women）は、チリバルディビアで開催されたバスケットボールアメリカ選手権女子大会。
全8ヶ国が出場し、米国が7大会ぶり2回目の優勝を飾り、北京オリンピックへの米大陸代表としての出場権を獲得した。キューバ・ブラジル・アルゼンチンは世界最終予選へ進む。

## 最終結果
| 順位 | 国             |
| ---- | -------------- |
| 1    | アメリカ合衆国 |
| 2    | キューバ       |
| 3    | ブラジル       |
| 4    | アルゼンチン   |
| 5    | カナダ         |
| 6    | チリ           |
| 7    | メキシコ       |
| 8    | ジャマイカ     |